# Apollonide di Nicea
Apollonide di Nicea (Nicea, I secolo – dopo il 37) è stato un grammatico greco antico.

## Biografia
Apollonide nacque a Nicea e visse all'epoca di Tiberio, al quale dedicò un commentario ai  Silloi di Timone di Fliunte.

## Opere
Oltre al commentario suddetto, Apollonide scrisse numerose opere, tutte perdute.
Il commentario al filosofo scettico era sicuramente in più libri, visto che Diogene Laerzio ne cita il primo, il che lascia intendere una pluralità di volumiː di sicuro, stando alla citazione, al commentario doveva essere premessa una circostanziata biografia di Timone. Inoltre, il fatto che sia citato come "il nostro Apollonide" lascerebbe pensare che Apollonide e Diogene fossero entrambi di derivazione scettica. Di impianto simile al commentario su Timone dovevano essere quelli all'orazione di Demostene Sulla corrotta ambasceria (περὶ παραπρεσβείας) e su Ione di Chio. 
Difficile capire cosa fosse l'opera Sulle finzioni (περὶ κατεψενσμένων), almeno in 8 libri, anche se forse era una raccolta aneddotica simile a quella coeva di Tolomeo Efestione. Tipicamente erudita era, infine, l'opera Sui proverbi.